# Rede de Hartig
A rede de Hartig é uma rede de hifas que se estende até a raiz do vegetal, penetrando entre as células epidérmicas e corticais. Esta rede é um local de troca de nutrientes entre o fungo e a planta hospedeira. É uma estrutura típica das ectomicorrizas.
A pesquisa inicial sobre a anatomia da interface entre fungos e plantas ectomicorrízicas foi feita por Robert Hartig, um patologista de plantas alemão que viveu no século XIX. O nome da estrutura foi dado em sua homenagem.